# Вилладжо, Паоло
Па́оло Вилла́джо (итал. Paolo Villaggio; 30 декабря 1932, Генуя — 3 июля 2017, Рим) — итальянский актёр, комик, режиссёр, сценарист и писатель. Вилладжо стал одним из первых известных итальянских актёров, кто через сатиру, гротескную иронию выставил на обозрение многие проблемы современного общества. Актёр создал на экране сатирический образ бухгалтера-недотепы Уго Фантоцци, которого постоянно преследуют неудачи. Благодаря этому комическому персонажу актёр получил признание в Италии и стал известен во многих странах мира, в том числе в СССР.
Помимо участия в «киноэпопее» о знаменитом Фантоцци, Вилладжо сыграл в кино и на телевидении множество других ролей. Он снимался у таких знаменитых итальянских режиссёров, как Федерико Феллини, Лина Вертмюллер, Эрманно Ольми, Марио Моничелли и Габриэле Сальваторес, а в театре работал с Джорджо Стрелером. Вилладжо также сыграл главную роль в кинокомедии «Синьор Робинзон», которая вышла на экран в 1976 году и имела большой прокатный успех в Советском Союзе.
В 1992 году на 49-м Международном Венецианском кинофестивале Вилладжо был вручен «Золотой лев» за выдающиеся достижения в развитии кинематографа.

## Биография

### Начало
Родился в Генуе 30 декабря 1932 года (большая часть биографий указывает дату 31 декабря, а некоторые просто — 1932 год). Детство, омрачённое Второй мировой войной, проводит в бедности. Позже он скажет:
В тот период я сидел на диете, вызванной, однако, не желанием лучше выглядеть, а бедностью
Затем он учится в лицее «Андреа Дория» (для болельщика это знак судьбы, поскольку Паоло Вилладжо всегда болел за футбольный клуб «Сампдория»). В этом же лицее учились такие знаменитые люди, как политик Массимо д’Алема, комик из «Никогда не говори Гол» Марчелло Чезена, дуэт из телепрограммы «Гиены» Лука и Паоло и будущий президент ФИАТ Паоло Фреско.
После учёбы он будет занимать различные должности от официанта до диктора на Би-би-си, от актёра кабаре до конферансье на круизных лайнерах (вместе со своим другом Фабрицио Де Андре), от актёра в театре до клерка в фирме Cosider (именно этот опыт вдохновил Паоло Вилладжо на создание очевидно автобиографического персонажа бухгалтера Уго Фантоцци, который впоследствии принёс ему огромную популярность).
Артистический талант Вилладжо открыл Маурицио Костанцо, который в 1967 году посоветовал ему выступить в одном из римских кабаре. Оттуда Паоло уходит на телевидение, в программу «Воскресные люди», в которой его «боевые кони», агрессивные, подлые и трусливые персонажи (профессор Кранц, Джандоменико Фраккья и Фанточчи, ставший позже Фантоцци), им же и исполненные, получают свою путёвку в жизнь.

### Бухгалтер Уго Фантоцци

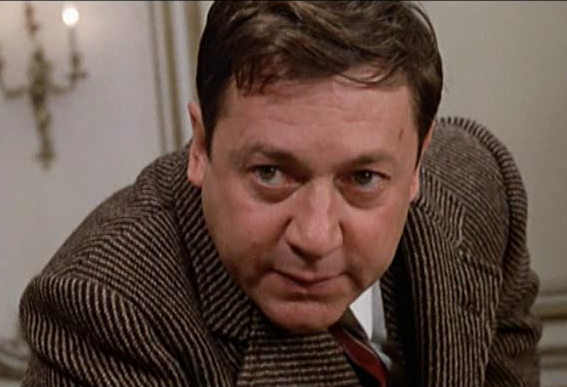
В роли Фантоцци

Меняя телевизионную сцену на печатную машинку, он публикует в еженедельниках L’Espresso и L’Europeo свои короткие рассказы, главным героем которых становится бухгалтер Уго Фантоцци, человек бесхарактерный, которого преследуют неудачи и «меганачальник» из «мегакомпании», где и работает Фантоцци.
В 1971 году издательство Rizzoli публикует его книгу «Фантоцци», вобравшую в себя эти короткие рассказы и принесшую Вилладжо международную известность. Успех этих бестселлеров (он написал три книги, все изданы Rizzoli) позволил ему с успехом и немалой прибылью посвятить себя кино.
Этот персонаж завоевал огромную популярность даже в Восточной Европе и Советском Союзе, где Вилладжо стал лауреатом премии имени Гоголя как «лучший переведённый писатель».
Если быть точным, Вилладжо и ранее участвовал в создании кинофильмов (например, «Бранкалеоне в крестовых походах» Марио Моничелли, 1970 г.), но только после знаменитого фильма «Фантоцци» режиссёра Лучано Сальче он получает признание и на этом поприще. Их будет ещё много, целых десять, чьим героем стал бухгалтер (ещё один снял Сальче, семь Нери Паренти, и один, самый последний, — Доменико Саверни).
Благодаря большой популярности этих фильмов речь среднестатистического итальянца пополнилась такими фразами, как «У меня скрестились пальцы», «Вы так гуманны!», прилагательными «фантоццийский», выражениями «а ля Фантоцци», которые призваны обозначать неудачно начавшиеся и ещё хуже закончившиеся жизненные ситуации.
Фантоцци изображает обычного для семидесятых годов итальянца из среднего класса, живущего скромно (среднее образование, социальное жилье, работа мелкого клерка и т. д.), который перед камерой обнажает тревоги и «пороки» всего слоя работающих людей: в любом офисе, например, есть заигрывающая со всеми соблазнительница, как «синьорина Сильвани», требовательный начальник или коллега-карьерист; многие, как и Фантоцци, ездили на малолитражках вроде «Бьянкины», но, прежде всего, все мы порой думали, что нас преследуют одни неудачи.
Согласно некоторым источникам, в 1980-е годы актёр вернулся к образу Фантоцци (начиная с фильма «Фантоцци против всех») из-за необходимости оплатить лечение своего сына в сообществе наркозависимых, основанном 
Виченцо Муччоли .
В последних фильмах о Фантоцци, от «Фантоцци уходит на пенсию» (1988 г.) до «Фантоцци попадает в рай» и «Фантоцци 2000, клонирование», ирония часто сопровождается мрачным пессимизмом, который нередко выливается в настоящие оды смерти и болезни.

### Другие фильмы
Вилладжо сыграл, правда не всегда с успехом, во множестве кинокомедий, изображая персонажей, очень похожих на Фантоцци. Иногда, оставляя свои привычные образы, он сотрудничал с грандами кино: Федерико Феллини (в «Голосе Луны», 1990, вместе с Роберто Бениньи), Линой Вертмюллер (в фильме «Чао, профессор», 1992), Эрманно Ольми («Тайна старого леса», 1993, по одноимённому роману Дино Буццати), Марио Моничелли (в фильме «Дорогие друзья приятели», 1994, и в незабвенном «Бронкалеоне в крестовых походах») и Габриэле Сальваторесом («Зубы», 2000).
В 1976 году на экраны вышла комедия «Синьор Робинзон» с Паоло Вилладжо в главной роли. Этот фильм о похождениях итальянского коммерсанта-недотёпы на необитаемом острове имел феноменальный успех во время проката в СССР.
В 1977 году Вилладжо сыграл роль эмигранта, возвращающегося в Италию, в фильме «…Прекрасная страна», наполненном горькими разоблачениями итальянской действительности семидесятых годов, которые слегка прикрыты комичностью. Также Вилладжо исполнил роль Джандоменико Фраккия — персонажа, похожего на несчастного Фантоцци — в кинолентах «Фраккия — зверь в человеческом обличье» (1981) и «Фраккия против Дракулы» (1985) и в телесериале «Джандоменико Фраккия» (1975).
Среди многочисленных кинематографических наград Паоло Вилладжо стоит упомянуть премию Давид ди Донателло, завоёванную в 1990 году, «Серебряную ленту» 1992 года и венецианского «Золотого льва» 1992 за творческий путь.
Все эти годы он не переставал писать и регулярно и с успехом публиковать свои произведения, поменяв в 1994 году издателя (от «Rizzoli» перешёл к «Mondadori»). В издательстве «Mondadori» он выпускает книги «Фантоцци прощается и уходит» (1994–1995), «Жизнь, смерть и чудеса за бесценок» (2002), «Семь грамм в семьдесят лет» (2003) и «Я зол как скотина» (2004). Вернувшись к «Rizzoli», в 2006 году опубликовал рассказ «Призраки».

### Деятельность в театре и на телевидении
Был также и театральным актёром: в постановке Джорджа Стрелера он сыграл роль Гарпагона в комедии Мольера «Скупой», а в театральный сезон 2000–2001 выступал с автобиографичным монологом «Бред жалкого старика». С 1996 года вместе с Массимо Больди вёл сатирический тележурнал «Новостная лента». Принимал участие в телевизионном фильме «Карабинеры», где исполнял роль Джованни, профессора, потерявшего память, который часто сотрудничает с органами правопорядка в раскрытии уголовных дел.
С 2007 выступал на сцене с монологом «Прощальный вечер» в трёх актах: «Курение убивает», вдохновлённом пьесой А. П. Чехова «О вреде табака», «Жизнью с молотка» на основе «Лебединой песни» того же Чехова и «Последней невестой» по мотивам «Человека с цветком во рту» Луиджи Пиранделло. Переосмысленный в характерном стиле Вилладжо, он объединил мощный драматизм и комичность.

### Автобиография
После выступления на сцене с автобиографичным монологом «Бред жалкого старика», в 2002 году Вилладжо опубликовал автобиографию озаглавленную «Жизнь, смерть и чудеса за бесценок», где много рассказал о своих родителях, жене, брате (близнеце) и о сыне. До этого он никогда не любил говорить о своей семье, а когда был вынужден — всегда развлекался тем, что водил слушателя за нос, рассказывая полностью выдуманные истории.
Однажды старая прорицательница-астролог, которую Вилладжо встретил в столице, предсказала, что он умрёт 14 декабря 2002 года в своём белом доме у моря. Но на следующий после этой даты день актёр принимал участие в передаче «Воскресение в…», которую вела Мара Веньер.

### Политическая деятельность
Вилладжо был членом Итальянской коммунистической партии и партии Пролетарская демократия, которая объединяла таких же радикальных социалистов, как и он сам. От последней он выдвигался на парламентских выборах 1987 года. В римском избирательном округе он не дотянул до выборов всего на шесть голосов, получив всего на пять голосов меньше, чем последний прошедший кандидат, его однопартиец Франко Руссо. Впоследствии он стал кандидатом на выборах 1994 года от партии Lista Pannella (список бывшего лидера Радикальной партии Марко Паннеллы) в избирательном округе Генуя — Сан Фруттуозо. 18 января 2013 года он объявил о намерении проголосовать за Движение 5 звезд, утверждая, что его друг Беппе Грилло «является единственным, кто представляет собой реальные перемены для политического класса, который думает только о настоящем».

## Актёрские работы
- 1968 — Ешь это
- 1969 — Ужасный инспектор
- 1969 — Думая о тебе
- 1969 — Во имя отца
- 1970 — Торт в небе
- 1970 — Бранкалеоне в крестовых походах
- 1972 — Везёт богачам
- 1972 — Неимущие холостяки в поисках сердечных привязанностей
- 1972 — Какое отношение мы имеем к революции?
- 1974 — Не трогай белую женщину
- 1974 — Наведу порядок в Америке и вернусь
- 1974 — Дорогой мамочке в день её рождения
- 1975 — Мазурка барона, святая дева и фиговое дерево
- 1975 — Фантоцци
- 1975 — Под каким ты знаком?
- 1976 — Синьор Робинзон
- 1976 — Фантоцци Второй Трагический
- 1976 — Эти странные обстоятельства
- 1976 — Дамы и господа, спокойной ночи!
- 1977 — Три тигра против трёх тигров
- 1977 — Прекрасная страна
- 1978 — Охотники за любовью
- 1978 — Куда ты едешь в отпуск
- 1978 — Когда он был… дорог нам!
- 1978 — Профессор Кранц, немец из Германии
- 1979 — Доктор Джекилл и милая дама
- 1980 — Банкир-неудачник
- 1980 — Фантоцци против всех
- 1980 — Хозяйка гостиницы
- 1981 — Очередь
- 1981 — Фраккия — зверь в человеческом облике
- 1982 — Запретные сны
- 1982 — Тюря и мясо
- 1982 — Бонни и Клайд по-итальянски
- 1983 — Фантоцци страдает снова
- 1984 — С глазу на глаз
- 1985 — Пожарные
- 1985 — Фраккия против Дракулы
- 1986 — Суперфантоцци
- 1986 — Универмаг
- 1986 — Школа воров
- 1987 — Школа воров 2
- 1987 — Римини, Римини
- 1987 — У богатых свои причуды
- 1987 — Героическая командировка. Пожарники 2
- 1988 — Подкаблучник в океане
- 1988 — Фантоцци уходит на пенсию
- 1988 — Хитрец
- 1989 — Выигрыш в новогоднюю лотерею
- 1990 — Голос Луны
- 1990 — Забавные истории
- 1990 — Фантоцци берёт реванш
- 1992 — Забавные истории 2
- 1992 — Чао, профессор
- 1993 — Тайна старого леса
- 1993 — Фантоцци в раю
- 1994 — Дорогие друзья-приятели
- 1994 — Забавные истории 3
- 1995 — Я не говорю по-английски
- 1995 — Официанты
- 1995 — Снежок
- 1996 — Возвращение Фантоцци
- 1997 — Банзай
- 1998 — Лжец в раю
- 1999 — Фантоцци 2000: Клонирование
- 2000 — Зубы
- 2000 — Лазурь
- 2001 — Малышка Хэйди
- 2005 — Газ
- 2007 — Брат (Hermano)
- 2008 — Я вернулся жить в одиночку
- 2009 — Сердечный вопрос
- 2009 — Поколение 1000 евро
- 2012 — Всё всё ничего ничего

## ТВ и Сериалы
- 1968 — Quelli della domenica
- 1969 — E' domenica, ma senza impegno
- 1969 — Il killer (TV mini-series)
- 1975 — Giandomenico Fracchia (TV mini-series)
- 1985 — Grand Hotel (TV series)
- 1985 — Sogni e Bisogni — Amore cieco — (TV mini-series)
- 1986 — Un fantastico tragico venerdi (TV series)
- 1999 — Ангел второго класса (Сериал) — Angelo di seconda classe (TV series)
- 2002 — Апокалипсис: Откровение Иоанна Богослова (ТВ) — San Giovanni — L’apocalisse (TV film)
- 2004 — Ренцо и Лючия (ТВ) — Renzo e Lucia (TV film)
- 2007 — Finalmente Natale (TV film)
- 2002—2008 — Карабинеры (Полицейские) (Сериал) — Carabinieri (TV series)
- 2011 — Перейдите на парирование (Сериал) — Zaum — Andare a parare (TV series)

## Актёр: Играет самого себя
- 2001 — Mario Monicelli, l'artigiano di Viareggio
- 2002 — The Magic of Fellini
- 2004 — InvaXon - Alieni in Liguria
- 2006 — Adolfo Celi, un uomo per due culture
- 2006 — Towards the Moon with Fellini
- 2009 — L'uomo dalla bocca storta
- 2006—2010 — Quelli che… il calcio (TV series)

## Режиссёрские работы
- 1980 — Фантоцци против всех

## Написал сценарии к фильмам
- 1974 — Фантоцци
- 1976 — Фантоцци Второй Трагический
- 1980 — Фантоцци против всех
- 1983 — Фантоцци страдает снова
- 1986 — Суперфантоцци
- 1988 — Фантоцци уходит на пенсию
- 1990 — Фантоцци берёт реванш
- 1993 — Фантоцци в раю
- 1996 — Возвращение Фантоцци
- 1999 — Фантоцци 2000: Клонирование